# دهنه مد
دهنه مد (به لاتین: Dahan-e Mad) یک منطقهٔ مسکونی در افغانستان است که در ولایت بامیان واقع شده‌است.